# Wózek Kraussa-Helmholtza

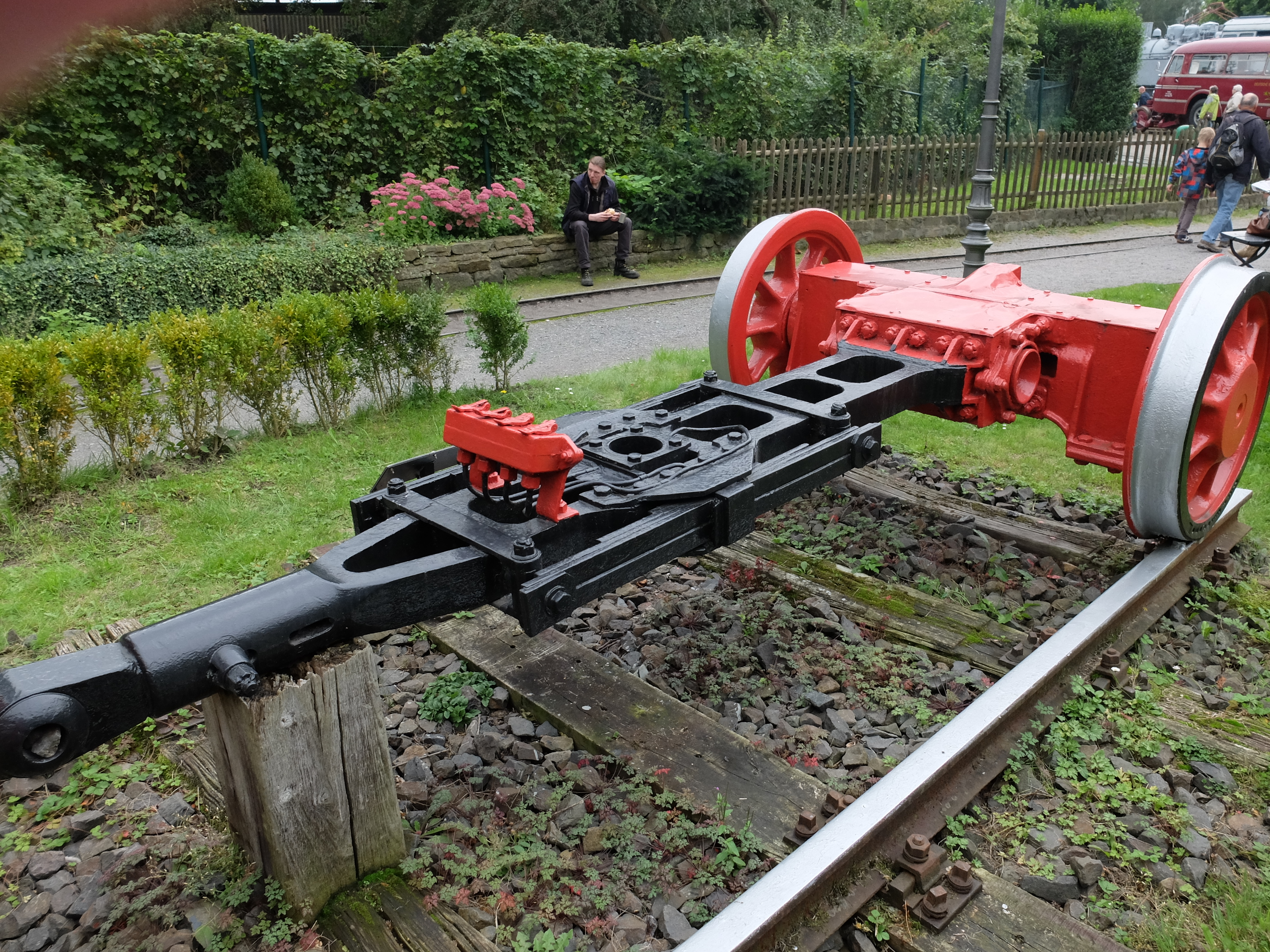
Wymontowany wózek Kraussa-Helmholtza z widocznym dyszlem, łożyskiem czopa i jego resorami

1 – ostoja
2 – osie wiązane
3 – czop skrętu
4 – dyszel

Wózek Kraussa-Helmholtza – wózek jednoosiowy stosowany w konstrukcji lokomotyw parowych, ułatwiający pokonywanie łuków, umożliwiający skręt osi tocznej i przesunięcie połączonej z nią osi wiązanej. Był też wyposażony w sprężynowy lub grawitacyjny nastawiacz powrotny. Został wynaleziony przez Richarda von Helmholtza i wprowadzony w 1888.
Wózek tego typu został opracowany dla polepszenia wpisywania się w łuki toru przez parowozy poruszające się z większymi prędkościami (do 110 km/h), gdy ze względów konstrukcyjnych nie można zastosować w nich wózka dwuosiowego. Rama wózka stanowi całość z maźnicami zamontowanej na nim osi tocznej. Ostoja parowozu opiera się na ramie wózka za pośrednictwem bocznych ślizgów i resorów piórowych. Do ramy wózka przymocowany jest dyszel, łączący ją z pierwszą osią napędną (dowiązaną), która ma możliwość przesuwu poprzecznego. Dyszel może obracać się wokół czopa, który jest połączony sztywno z ostoją parowozu, natomiast łożysko czopa ma pewne możliwości przesuwu bocznego w wykroju dyszla, a przy jeździe na wprost jest utrzymywane w położeniu środkowym przed dwa boczne resory piórowe (urządzenie zwrotne). Zwykle stosowany jest też amortyzator przymocowany do dyszla w miejscu połączenia z ramą wózka, jako drugie urządzenie zwrotne.
Podczas przechodzenia przez łuk, oś toczna przesuwa się poprzecznie w kierunku do wewnątrz łuku, a jednocześnie za pośrednictwem dyszla przesuwa w kierunku przeciwnym pierwszą oś napędną, której koło naciska obrzeżem na szynę zewnętrzną. Przez to siła prowadząca parowóz w łuku rozkłada się na dwa zestawy kołowe: toczny i pierwszy napędny. Dzięki zastosowaniu urządzeń zwrotnych, zapewnione jest dobre prowadzenie parowozu na torze prostym.